# Michael Stamm
Michael Eugene "Mike" Stamm  (* 6. August 1952 in San Pedro, Kalifornien) ist ein ehemaliger US-amerikanischer Schwimmer.
Der Rückenschwimmer Mike Stamm gewann bei den Olympischen Sommerspielen 1972 in München jeweils Silber über 100 m und 200 m Rücken
und Gold mit der US-amerikanischen 4 × 100-m-Lagenstaffel. Bei den Schwimmweltmeisterschaften 1973 in Belgrad belegte er über 100 m Rücken ebenfalls den zweiten Platz und gewann Gold mit der Lagenstaffel.
Stamm war zu dieser Zeit der weltweit zweitbeste Rückenschwimmer hinter dem DDR-Schwimmer Roland Matthes. Nur einmal, im Jahr 1970, gelang es Stamm den Weltrekord von Matthes über 200 m Rücken zu brechen. Allerdings holte sich Matthes den Weltrekord drei Wochen später wieder zurück.
Michael Stamm trainierte damals an der Indiana University unter Trainer James Counsilman.